# 발렌틴 테오도시우

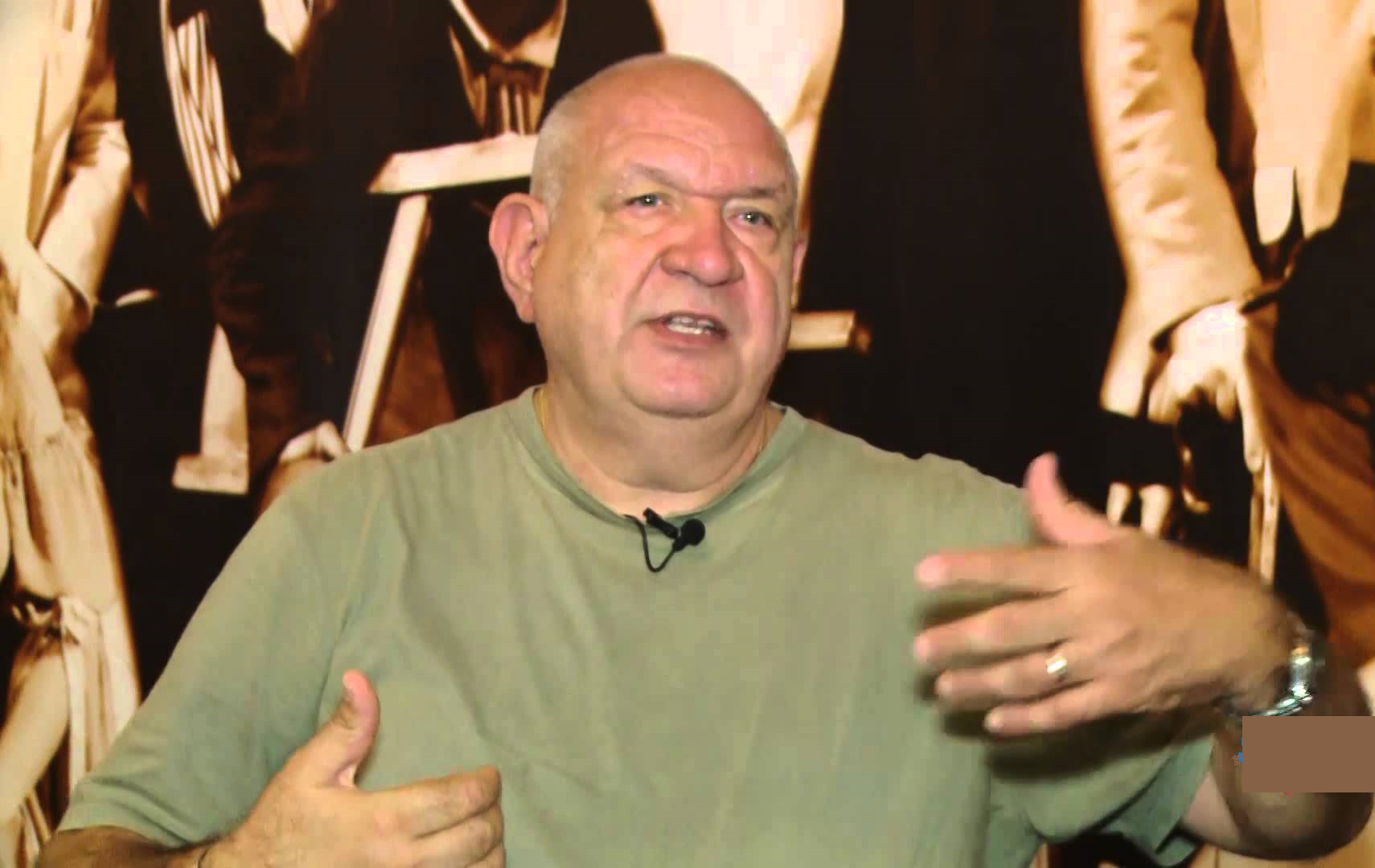

발렌틴 테오도시우(Valentin Teodosiu, 1953년 9월 17일 ~ )는 배우이다.
부쿠레슈티에서 태어났다.

## 영화
- 이프 더 씨 더즌트 다이 (2010년)
- 더 콘서트 (2009년)
- 사일런트 웨딩 (2008년)
- 아스팔트 탱고 (1996년)
- 노바디스 칠드런 (1994년)
- 창 밖으로 몸을 내밀지 마세요 (1994년)